# Daphnopsis pavonii
Espèce
Synonymes
- Daphne emarginata Pav. ex Meisn.[1]
- Daphnopsis emarginata Gilg[1]
- Neea emarginata Ruiz & Pav. ex Domke[1]

Statut de conservation UICN

 VU D2 : Vulnérable
Daphnopsis pavonii est une espèce de plantes de la famille des Thymelaeaceae.

## Publication originale
- Prodromus Systematis Naturalis Regni Vegetabilis 14(2): 522. 1857. (late Nov 1857)